# Ottaviano Fregoso
Ottaviano Fregoso (Genova, 1477 – Ischia, 15 o 16 maggio 1524) fu il 44º doge della Repubblica di Genova. Tra il 1515 e il 1522 ricoprì la carica di governatore genovese per Francesco I di Francia.

## Biografia

Stemma nobiliare dei Fregoso

Appartenente alla famiglia genovese dei Fregoso, era figlio di Agostino Fregoso e Gentile da Montefeltro, figlia naturale del duca di Urbino Federico da Montefeltro.
Era nato a Genova ma, come il fratello Federigo, futuro cardinale, trascorse gran parte della sua giovinezza presso la corte di Urbino, dove ricevette una formazione classica e frequentò umanisti come Pietro Bembo e Baldassarre Castiglione.
Dal 1497 intraprese anche attività militari, tentando di scacciare gli Sforza da Genova, con l'aiuto del re di Francia Carlo VIII.
Nei primi anni del XVI secolo difese il Ducato di Urbino contro Cesare Borgia, detto il Valentino, figlio del papa Alessandro VI; durante questa guerra Guidobaldo da Montefeltro, zio di Ottaviano, si vide costretto a distruggere alcuni fortilizi per non cederli al nemico.
Vicario Papale nel 28 agosto 1503, nel 1506 Ottaviano ottenne dallo zio la signoria di Sant'Agata Feltria, della quale sarebbe stato poi formalmente investito da papa Leone X nel 1513.
Sempre nel 1506 fu inviato a Bologna per recuperare allo stato pontificio la città, caduta in potere di Giovanni Bentivoglio. Fu creato Capitano delle Guardie Papali nel 24 maggio 1507.
Tornato a Genova, tentò con il cugino Giano Fregoso di cacciare i francesi dalla città. In quegli anni a Genova avvennero aspri scontri per il predominio cittadino tra i Fregoso, di parte guelfa e gli Adorno, ghibellini. Questi scontri culminarono nel 1510, con la vittoria degli Adorno: i Fregoso furono costretti all'esilio e Ottaviano si rifugiò nuovamente a Urbino.
Tre anni più tardi, sconfitti nuovamente gli Adorno, i Fregoso tornarono a Genova, dove Ottaviano nel giugno 1513 divenne doge. Durante il suo governo promosse importanti lavori pubblici, come l'ammodernamento del porto di Genova e la costruzione del campanile della cattedrale di San Lorenzo.
Per quei tempi fu un governante estremamente magnanimo verso i nemici politici, sia interni alla famiglia, come il cugino Giano, già suo alleato contro i francesi, che aveva tramato per diventare doge al suo posto, sia i membri delle famiglie tradizionalmente avverse, come gli Adorno e i Fieschi.
Nel settembre del 1515, il doge Ottaviano Fregoso fu costretto all'abdicazione (7 settembre) e a riconoscere il re di Francia, Francesco I, come signore di Genova; il 20 novembre dello stesso anno restò in carica come governatore per i francesi.
Nel 1520 ottenne dal papa Leone X il titolo di Conte e Rettore Pontificio di Sant'Agata Feltria.
Nel 1522 le truppe spagnole dell'imperatore Carlo V occuparono e saccheggiarono Genova; Ottaviano Fregoso fu imprigionato e incarcerato prima a Napoli, poi ad Aversa e infine nella rocca d'Ischia, dove morì verso la metà di maggio del 1524, secondo alcuni autori avvelenato.
Dopo la sua morte il feudo di Sant'Agata Feltria fu governato prima dal fratello, il cardinale Federigo e poi dal figlio Aurelio (?-1581).
I letterati del tempo lo ricordano come un principe liberale e magnanimo, indicandolo come modello di riferimento per i governanti dell'epoca, come fece Baldassarre Castiglione nel suo libro Il Cortegiano.
Il Guicciardini, nella sua Storia d'Italia lo ricorda come "principe certamente di eccellentissima virtù, e per la giustizia sua e per altre parti notabili, amato tanto in quella Città, quanto può essere amato un principe nelle terre piene di fazioni, e nella quale non era del tutto spenta nella mente degli uomini, la memoria dell'antica libertà".
Ebbe due figli naturali e legittimati: 
- Aurelio I Fregoso (1502/3 - Firenze, 1581), 2º Conte e Rettore Pontificio di Sant'Agata Feltria nel 16 agosto 1524, Patrizio di Siena nel 4 agosto 1533, Consigliere e Ciambellano del Re di Francia Enrico II nel settembre 1547, Colonnello dell'Esercito Francese (1552-6/7), Generale della Cavalleria Toscana nel 1557, Commissario Militare Toscano di Portoferraio nel 1565, Capitano delle Galere Toscane nel 1572, sposato nel 1536 con Lucrezia Vitelli (c. 1520 - Sant'Agata Feltria, 1592), figlia di Niccolò II Vitelli, Signore di Città di Castello, Conte di Montone; ebbe discendenza[5]
- Pietro Fregoso; passò in Portogallo durante il regno di Giovanni III, che gli concesse alcuni favori e dove si sposò ed ebbe discendenti a Chaves.[6]

## Ascendenza
|                                                    |                                             |                                            | Genitori                                         |  |  | Nonni |  |  | Bisnonni           |  |  | Trisnonni                                       |  |
|                                                    |                                             |                                            |                                                  |  |  |       |  |  | Bartolomeo Fregoso |  |  | Pietro Fregoso, doge della Repubblica di Genova |  |
|                                                    |                                             |                                            |                                                  |  |  |       |  |  | Bartolomeo Fregoso |  |  | Pietro Fregoso, doge della Repubblica di Genova |  |
|                                                    |                                             | Bernadetta Doria                           |                                                  |  |  |       |  |  | Bartolomeo Fregoso |  |  |                                                 |  |
| Lodovico Fregoso, doge della Repubblica di Genova  |                                             |                                            |                                                  |  |  |       |  |  | Bartolomeo Fregoso |  |  |                                                 |  |
|                                                    |                                             | Caterina Ordelaffi                         | Antonio Ordelaffi, signore di Forlì              |  |  |       |  |  |                    |  |  |                                                 |  |
|                                                    |                                             | Caterina Ordelaffi                         | Antonio Ordelaffi, signore di Forlì              |  |  |       |  |  |                    |  |  |                                                 |  |
|                                                    |                                             | Caterina Ordelaffi                         | Caterina Rangoni                                 |  |  |       |  |  |                    |  |  |                                                 |  |
| Agostino Fregoso, conte di Sant'Agata Feltria      |                                             | Caterina Ordelaffi                         |                                                  |  |  |       |  |  |                    |  |  |                                                 |  |
|                                                    |                                             | Palamede Gattilusio, signore di Enos       | Francesco II Gattilusio, signore di Lesbo        |  |  |       |  |  |                    |  |  |                                                 |  |
|                                                    |                                             | Palamede Gattilusio, signore di Enos       | Francesco II Gattilusio, signore di Lesbo        |  |  |       |  |  |                    |  |  |                                                 |  |
|                                                    |                                             | Palamede Gattilusio, signore di Enos       | Valentina Doria                                  |  |  |       |  |  |                    |  |  |                                                 |  |
| Ginevra Gattilusio                                 |                                             | Palamede Gattilusio, signore di Enos       |                                                  |  |  |       |  |  |                    |  |  |                                                 |  |
|                                                    |                                             | Valentina N.                               | …                                                |  |  |       |  |  |                    |  |  |                                                 |  |
|                                                    |                                             | Valentina N.                               | …                                                |  |  |       |  |  |                    |  |  |                                                 |  |
|                                                    |                                             | Valentina N.                               | …                                                |  |  |       |  |  |                    |  |  |                                                 |  |
| Ottaviano Fregoso, doge della Repubblica di Genova |                                             | Valentina N.                               |                                                  |  |  |       |  |  |                    |  |  |                                                 |  |
|                                                    | Guidantonio da Montefeltro, conte di Urbino | Antonio II da Montefeltro, conte di Urbino |                                                  |  |  |       |  |  |                    |  |  |                                                 |  |
|                                                    | Guidantonio da Montefeltro, conte di Urbino | Antonio II da Montefeltro, conte di Urbino |                                                  |  |  |       |  |  |                    |  |  |                                                 |  |
|                                                    | Guidantonio da Montefeltro, conte di Urbino | Agnesina di Vico                           |                                                  |  |  |       |  |  |                    |  |  |                                                 |  |
| Federico da Montefeltro, duca di Urbino            | Guidantonio da Montefeltro, conte di Urbino |                                            |                                                  |  |  |       |  |  |                    |  |  |                                                 |  |
|                                                    |                                             | Elisabetta degli Accomanducci              | Guido Paolo degli Accomanducci, conte di Petroia |  |  |       |  |  |                    |  |  |                                                 |  |
|                                                    |                                             | Elisabetta degli Accomanducci              | Guido Paolo degli Accomanducci, conte di Petroia |  |  |       |  |  |                    |  |  |                                                 |  |
|                                                    |                                             | Elisabetta degli Accomanducci              | Rengarda Malatesta                               |  |  |       |  |  |                    |  |  |                                                 |  |
| Gentile da Montefeltro                             |                                             | Elisabetta degli Accomanducci              |                                                  |  |  |       |  |  |                    |  |  |                                                 |  |
|                                                    |                                             | …                                          | …                                                |  |  |       |  |  |                    |  |  |                                                 |  |
|                                                    |                                             | …                                          | …                                                |  |  |       |  |  |                    |  |  |                                                 |  |
|                                                    |                                             | …                                          | …                                                |  |  |       |  |  |                    |  |  |                                                 |  |
| …                                                  |                                             | …                                          |                                                  |  |  |       |  |  |                    |  |  |                                                 |  |
|                                                    |                                             | …                                          | …                                                |  |  |       |  |  |                    |  |  |                                                 |  |
|                                                    |                                             | …                                          | …                                                |  |  |       |  |  |                    |  |  |                                                 |  |
|                                                    |                                             | …                                          | …                                                |  |  |       |  |  |                    |  |  |                                                 |  |
|                                                    |                                             | …                                          |                                                  |  |  |       |  |  |                    |  |  |                                                 |  |